# LTE Live 2008
LTE Live 2008 è una raccolta del supergruppo statunitense Liquid Tension Experiment, pubblicato il 1º giugno 2009 dalla Lazy Tomato Entertainment.

## Descrizione
Il cofanetto è stato distribuito al fine di celebrare i dieci anni di attività del gruppo e contiene le versioni audio e video concerti registrati a New York e Los Angeles, il CD When the Keyboard Breaks: Live in Chicago e un CD inedito composto da improvvisazioni create durante le varie tappe del tour statunitense del 2008.
Come spiegato dal batterista Mike Portnoy, l'intenzione originaria era di registrare i vari concerti e di pubblicare il meglio di essi in una raccolta su CD e DVD. Tuttavia, una volta visualizzato il materiale raccolto, ha ritenuto opportuno distribuire per intero i due concerti di New York e Los Angeles a causa delle «personalità distinte e del proprio fascino».

## Tracce

### Live in NYC
CD 1
1. Acid Rain – 9:25
2. Kindred Spirits – 8:00
3. Biaxident – 7:39
4. Freedom of Speech – 9:00
5. Improv Jam #1 – 8:10
6. Another Dimension – 10:51
7. State of Grace – 6:20
8. Universal Mind – 9:36

CD 2
1. When the Water Breaks – 16:49
2. Improv Jam #2 – 11:31
3. Rhapsody in Blue – 13:49
4. Osmosis – 3:43
5. Paradigm Shift – 9:31

DVD
1. Acid Rain – 9:25
2. Kindred Spirits – 7:59
3. Biaxident – 7:39
4. Freedom of Speech – 8:59
5. Improv Jam #1 – 8:09
6. Another Dimension – 10:51
7. State of Grace – 6:19
8. Universal Mind – 9:36
9. When the Water Breaks – 16:49
10. Improv Jam #2 – 11:31
11. Rhapsody in Blue – 13:49
12. Osmosis – 3:43
13. Paradigm Shift – 9:31

### When the Keyboards Breaks: Live in Chicago
1. Universal Mind (When the Keyboard Broke) – 2:21
2. The Chicago Blues & Noodle Factory – 7:03
3. Fade Away or Keep Going? – 5:03
4. The Haunted Keyboard – 9:34
5. Close Encounters of the Liquid Kind – 15:13
6. Ten Minute Warning – 5:55
7. That 'Ol Broken Down Keyboard Blues – 6:34
8. Liquid Anthrax – 4:55
9. That's All Folks – 2:12

### Live in LA
CD 1
1. Acid Rain – 10:43
2. Kindred Spirits – 7:53
3. Biaxident – 7:34
4. Freedom of Speech – 8:54
5. Improv Jam #1 – 8:21
6. Another Dimension – 10:31
7. State of Grace – 6:00
8. Universal Mind Part 1 – 3:36
9. Keyboard Solo – 5:19
10. Universal Mind Part 2 – 3:46

CD 2
1. When the Water Breaks – 17:52
2. Improv Jam #2 – 13:03
3. Rhapsody in Blue – 13:34
4. Osmosis – 5:52
5. Paradigm Shift – 9:17

DVD/BD
1. Acid Rain – 10:43
2. Kindred Spirits – 7:53
3. Biaxident – 7:34
4. Freedom of Speech – 8:54
5. Improv Jam #1 – 8:21
6. Another Dimension – 10:31
7. State of Grace – 6:00
8. Universal Mind Part 1 – 3:36
9. Keyboard Solo – 5:19
10. Universal Mind Part 2 – 3:46
11. When the Water Breaks – 17:52
12. Improv Jam #2 – 13:03
13. Rhapsody in Blue – 13:34
14. Osmosis – 5:52
15. Paradigm Shift – 9:17

### LTE Bonus Disc
1. NYC (Early Show) Improv Jam #1 – 6:53
2. NYC (Early Show) Improv Jam #2 – 7:40
3. NEARfest Improv Jam #1 – 3:41
4. NEARfest Improv Jam #2 – 5:42
5. Chicago Improv Jam #1 – 7:58
6. San Francisco Improv Jam #1 – 10:40
7. San Francisco Improv Jam #2 – 13:16

## Formazione
Gruppo
- Tony Levin – basso, Chapman Stick
- John Petrucci – chitarra, basso (When the Keyboard Breaks: Live in Chicago: traccia 7)
- Mike Portnoy – batteria, basso (When the Keyboard Breaks: Live in Chicago: traccia 8)
- Jordan Rudess – tastiera, chitarra (When the Keyboard Breaks: Live in Chicago: traccia 7)

Altri musicisti (When the Keyboard Breaks: Live in Chicago)
- Charlie Benante – batteria (traccia 8)